# Aluminium-Mangan-Legierung
Aluminium-Mangan-Legierungen (AlMn-Legierungen) sind Aluminiumlegierungen, die als Hauptlegierungselement Mangan (Mn) enthalten. Sie bestehen überwiegend aus Aluminium (Al); neben Mangan, das unter den Legierungselementen mit etwa 1 % den größten Anteil hat, können noch Eisen (Fe), Silicium (Si), Magnesium (Mg) oder Kupfer (Cu) enthalten sein. AlMn wird fast nur als Knetlegierung verwendet und durch Walzen oder Strangpressen verarbeitet zu Blechen oder Profilen. Die Legierungen sind korrosionsbeständig, weisen für Aluminiumlegierungen geringe Festigkeiten auf und sind (durch Wärmebehandlung) nicht aushärtbar. Genormt sind sie in der 3000er-Reihe.

## Anwendungen
Aluminium-Mangan-Legierungen werden genutzt für Anwendungen mit geringen Anforderungen an die Festigkeit und sind wegen ihrer Korrosionsbeständigkeit auch in chemischen und lebensmittelnahen Umgebungen anwendbar. AlMn zählt daher nicht zu den Konstruktionswerkstoffen, sondern zu den Funktionswerkstoffen.
AlMn wird verarbeitet zu Getränkedosen und allgemein als Verpackungsmaterial genutzt. Es wird verwendet für Apparate und Rohre in der Chemieindustrie, für Dachverkleidungen, Wandverkleidungen, Druckbehälter, Rollläden, Rolltore und für Wärmetauscher.

## Einflüsse der Legierungselemente
Mangan verbindet sich mit Aluminium zu intermetallischen Phasen und erhöht so die Festigkeit. Jedes Prozent Mangan erhöht die Festigkeit um etwa 42 MPa. Eisen und Silicium sind meist unerwünschte Begleitelemente, die sich nicht vollständig entfernen lassen. Magnesium und Kupfer erhöhen die Festigkeit besser (70–85 MPa pro % Mg) und werden zur Festigkeitssteigerung zulegiert.

## Phasen

### Binäre Aluminium-Mangan Phasen
Aluminium und Mangan sind im festen Zustand teilweise Mischbar. Außerdem bilden sie verschiedene intermetallische Phasen.
Das Eutektikum zwischen Aluminium und Al6Mn liegt bei 1,3 % Mn und 660 °C, während reines Aluminium bei 660,2 °C schmilzt. In älterer Literatur finden sich auch Werte von 1,8 % und 657 °C oder 658 °C.
Oberhalb von 710 °C bildet sich Al4Mn bei Mn-Gehalten von mindestens 4 %. So hohe Gehalte werden jedoch technisch nicht genutzt. Unterhalb von 510 °C oder 511 °C bildet sich Al12Mn.
Die Löslichkeit von Mangan im Aluminium-Mischkristall, fällt mit sinkender Temperatur schnell ab und beträgt bei Raumtemperatur gegen null.

### Phasen in AlMn-Werkstoffen mit weiteren Elementen
In den AlMn-Werkstoffen sind teilweise noch Zusätze an Eisen (Fe) oder Silicium (Si) enthalten. Diese bilden die Phasen Al3Fe, Al8Fe2Si, Al5FeSi, Al15Si2(Mn,Fe)3. Außerdem kommen noch Mischkristalle vor in der Form Al12(Mn,Fe)3Si.
- Aus Schmelze, Al3Fe und Al6(Mn,Fe) bildet sich bei 648 °C Aluminium und Al15Si2(Mn,Fe)3
- Aus Schmelze, Al3Fe bildet sich bei unter 630 °C Aluminium, Al15Si2(Mn,Fe)3 und Al8Fe2Si
- Aus Schmelze und Al8Fe2Si bildet sich bei etwa 600 °C Aluminium, Al5FeSi und Al15Si2(Mn,Fe)3
- Aus Schmelze und Al5FeSi bildet sich bei etwa 565 °C Aluminium, Silicium und Al15Si2(Mn,Fe)3

## Gefüge
Das Gefüge nach dem Gießen zu Barren oder Brammen besteht in der Hauptmasse aus einem übersättigten {\displaystyle \alpha }-Mischkristall und ausgeschiedenen Bereichen mit manganhaltigen Phasen, deren Größe etwa 100 µm beträgt. Ein großer Teil des Mangans (etwa 0,7 bis 0,9 %) ist noch im Aluminium gelöst, da die Abkühlgeschwindigkeiten nach dem Gießen zu groß sind, als dass das gesamte Mangan durch Diffusion ausscheiden könnte. Ursache dafür ist auch die sehr geringe Diffusionsgeschwindigkeit von Mangan in Aluminium.
Durch Homogenisierung und Umformung (Walzen, Schmieden) ändert sich das Gefüge. Es scheiden verschiedene Phasen aus dem Aluminium-Grundgefüge aus, deren Größe unter einem Mikrometer liegt. Diese Partikel bewirken eine Erhöhung der Festigkeit gegenüber Reinaluminium von etwa 25 %. Sie sind thermisch stabil, können nur schwer wieder aufgelöst werden. Im umgeformten und homogenisierten Zustand liegt ein sehr feines Gefüge vor, die größeren, manganhaltigen Bereiche aus dem Gusszustand sind nicht mehr vorhanden. Diese fein verteilten Partikel behindern auch das Kornwachstum und verbessern so die Festigkeit des Werkstoffes; diese Verbesserung fällt jedoch nur gering aus, da sie bei Aluminiumwerkstoffen allgemein nur wenig von der Korngröße abhängt.
Die Anwesenheit von Silicium beschleunigt die Ausscheidung von Al12(Mn,Fe)3Si. Wenn genügend Silicium vorhanden ist, wandelt sich bei der Homogenisierung das Al6(Mn,Fe) um in Al12(Mn,Fe)3Si.

## Eigenschaften und genormte Legierungen
| Zusammen- setzung | Code | Zustand                                         | Dehn- grenze    | Zugfes- tigkeit | Bruch- dehnung |
| ----------------- | ---- | ----------------------------------------------- | --------------- | --------------- | -------------- |
| AlMn1Cu           | 3003 | O (weichgeglüht) HX2 (kaltverfestigt, 1/4-hart) | 050 MPa 120 MPa | 110 MPa 140 MPa | 029 % 011 %    |
| AlMn1             | 3103 | O HX2                                           | 045 MPa 115 MPa | 105 MPa 135 MPa | 029 % 011 %    |